# Gabriel Achilier
Gabriel Eduardo Achilier Zurita (Machala, 24 maart 1985) is een Ecuadoraans voetballer die doorgaans speelt als centrale verdediger. In januari 2022 verruilde hij Alianza Lima voor Orense. Achilier maakte in 2011 zijn debuut in het Ecuadoraans voetbalelftal.

## Clubcarrière
Achilier begon na periodes bij CD Oro en CD Cuenca in 2004 met spelen bij LDU Loja. Aldaar speelde hij gedurende drie seizoenen negentig wedstrijden en in 2006 werd de centrale verdediger aangetrokken door Deportivo Azogues. In twee seizoenen zou Achilier hier tot vierenzestig optredens komen. Zijn echte doorbraak kwam bij CS Emelec, waar hij vanaf 2009 speelde. In 2013 werd Emelec met Achilier als basisspeler landskampioen en hij speelde zich tevens in het nationale elftal. In januari 2017, met meer dan tweehonderd wedstrijden voor Emelec achter zijn naam, verkaste de centrumverdediger naar Monarcas Morelia, waar hij zijn handtekening zette onder een verbintenis voor de duur van twee jaar. Dit contract werd in december 2018 verlengd tot medio 2021. In juli 2020 besloten club en speler uit elkaar te gaan, waarna Achilier een halfjaar zonder club zat. Alianza Lima schotelde hem in januari 2021 een contract voor en verhuurde de verdediger direct aan Orense. Na deze verhuurperiode vertrok Achilier transfervrij naar Orense.

## Interlandcarrière
Achilier maakte zijn debuut in het Ecuadoraans voetbalelftal op 14 juli 2011. Op die dag werd een Copa Américaduel tegen Brazilië met 4–2 verloren. De verdediger mocht van bondscoach Reinaldo Rueda in de tweede helft invallen voor Néicer Reasco. Op 14 mei 2014 werd bekendgemaakt dat Achilier onderdeel uitmaakt van de Ecuadoraanse voorselectie voor het WK 2014 in Brazilië. Uiteindelijk werd hij ook opgeroepen en op het toernooi speelde hij tegen zowel Frankrijk als Honduras mee.

## Erelijst
| Serie A | 3 | 2013, 2014, 2015 |